# Нібибіломох Заутера
{{#ifeq:0|0|{{#if:Paraleucobryum sauteri|{{#if:|[[]}}|[[]]}}}}
Нібибіломох Заутера (Paraleucobryum sauteri) — вид мохів порядку дикранальних (Dicranales).

## Поширення
Батьківщиною є Європа, Північна Америка.